# Chalarus latifrons
Chalarus latifrons – gatunek muchówki z podrzędu krótkoczułkich i rodziny Pipunculidae.
Gatunek ten opisany został w 1943 roku przez Dilberta Elmo Hardy’ego.
Muchówka o ciele długości od 1,5 do 2 mm, u samic szarobrunatnym, a u samców brunatnoczekoladowym. Głowa jej ma srebrzyście opylone twarz i czoło. Czułki są brunatne. Skrzydła są przydymione. Ubarwienie przezmianek i łuseczek tułowiowych jest u samców szarobrunatne, a u samic jasnożółte. Środkowa para odnóży ma na udach rząd długich włosków jasnej barwy. Od podobnego C. fimbriatus samca odróżnić można po rozszerzonych u szczytu surstyli, a samicę po bardzo dużych przylgach na stopach przednich i środkowych odnóży.
Owad w Europie znany z Francji, Irlandii, Wielkiej Brytanii, Szwecji, Finlandii, Belgii, Holandii, Niemiec, Danii, Polski, Czech, Słowacji, Węgier i Łotwy. Ponadto występuje w Ameryce Północnej. Owady dorosłe są aktywne od maja do sierpnia.